# Noblejas (Toledo)
Noblejas ist eine zentralspanische Gemeinde mit 3.952 Einwohnern (Stand: 2024) in der Provinz Toledo der Region Kastilien-La Mancha. 

## Lage und Klima
Noblejas liegt im Norden der historischen Landschaft der La Mancha ca. 50 km (Fahrtstrecke) ostnordöstlich der Stadt Toledo in einer Höhe von ca. 735 m. Der Tajo begrenzt die Gemeinde im Norden. Durch die Gemeinde führt die Autovía A-40. 
Das Klima im Winter ist rau, im Sommer dagegen trocken und warm; der spärliche Regen (ca. 458 mm/Jahr) fällt überwiegend in den Wintermonaten.

## Bevölkerungsentwicklung
| Jahr      | 1970 | 1981 | 1991 | 2001 | 2011 | 2021 |
| Einwohner | 2825 | 2885 | 2911 | 3063 | 3617 | 3721 |

Die Zuwanderung aus den ländlichen Regionen des Umlandes hat ganz wesentlich zu der kontinuierlichen Zunahme der Einwohnerzahlen beigetragen.

## Sehenswürdigkeiten
- Jakobuskirche (Iglesia de Santiago Apóstol)
- Isidorkapelle
- Magdalenenkapelle
- Christopheruskapelle

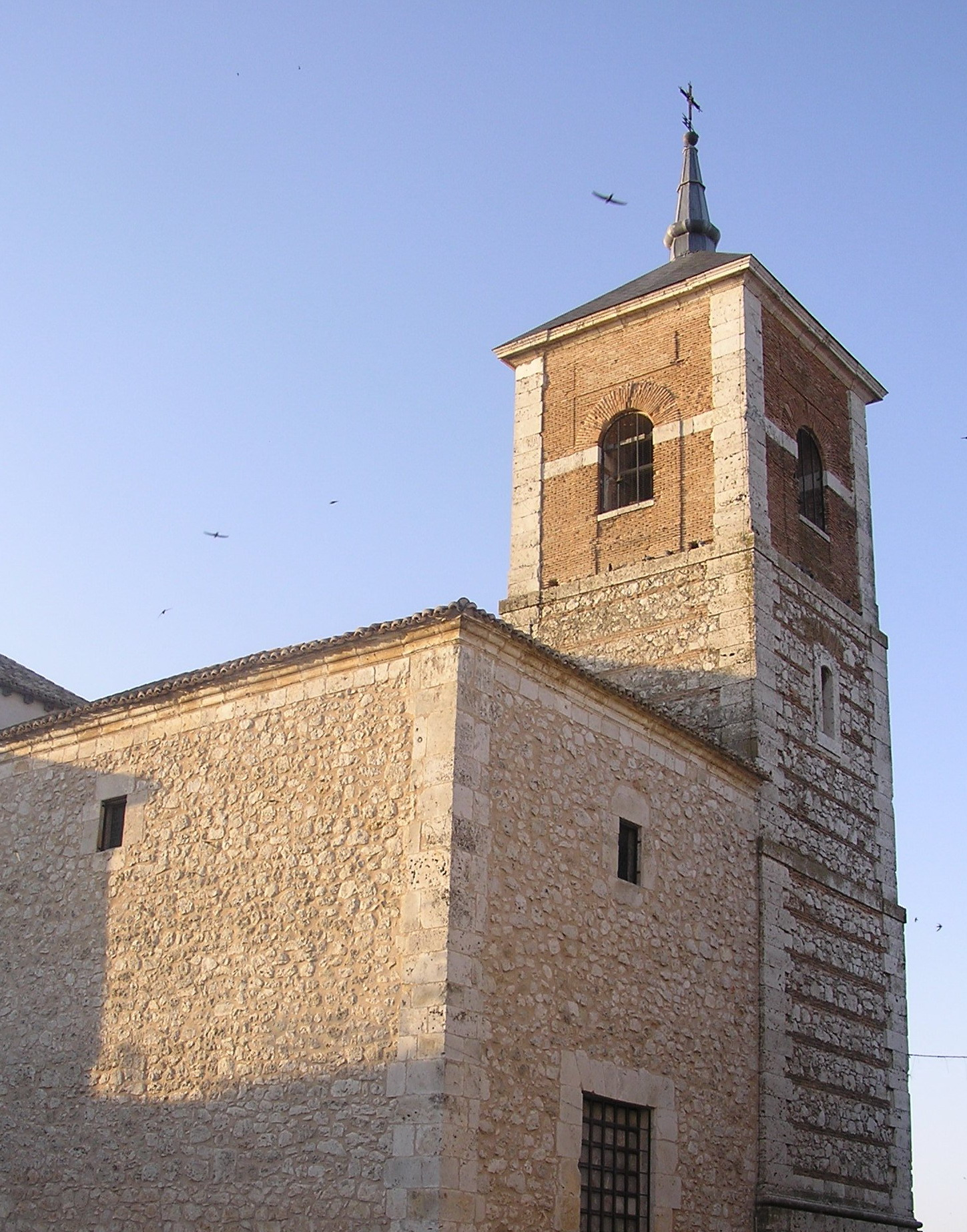
Jakobuskirche
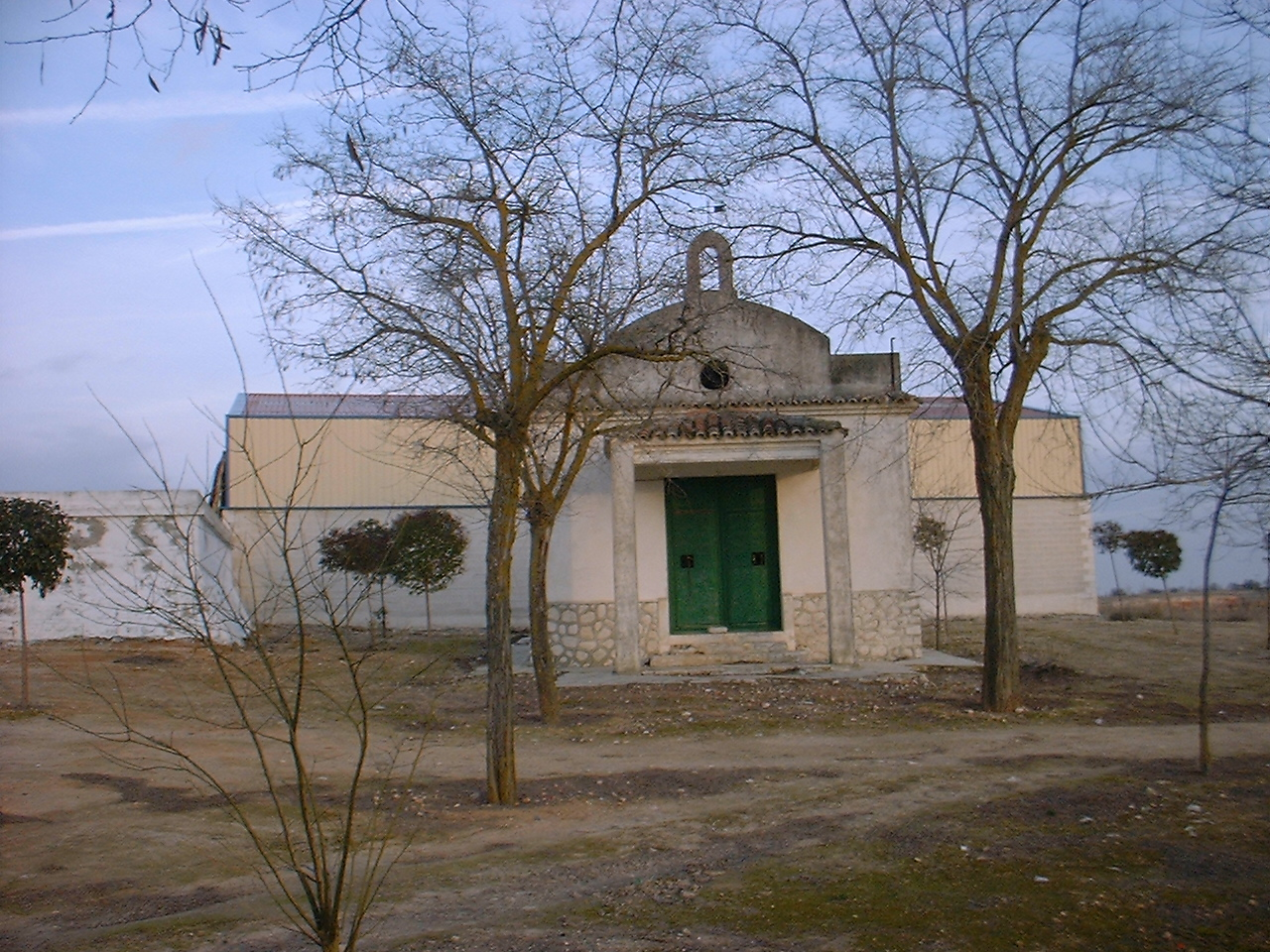
Isidorkapelle
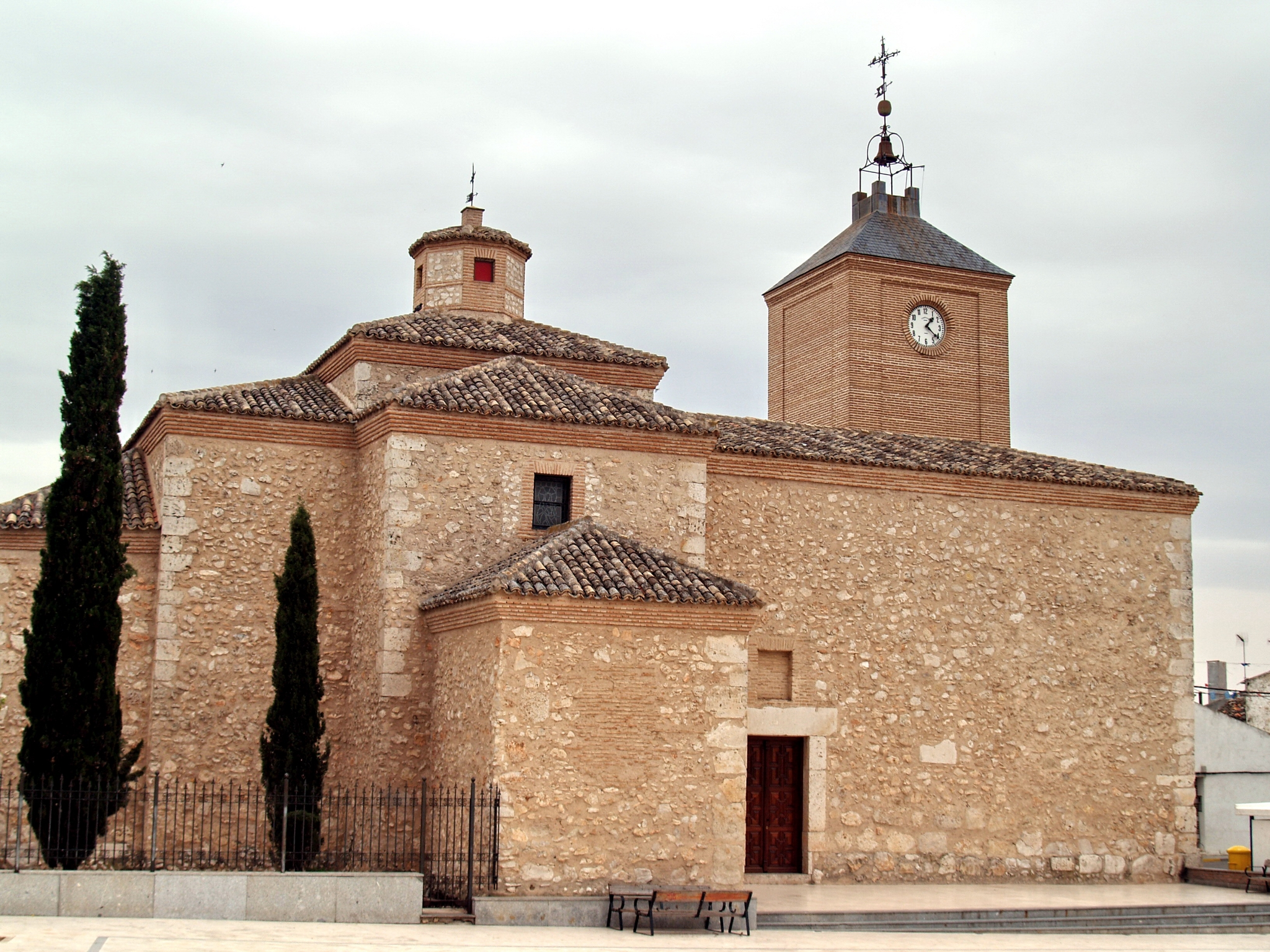
Magdalenenkapelle
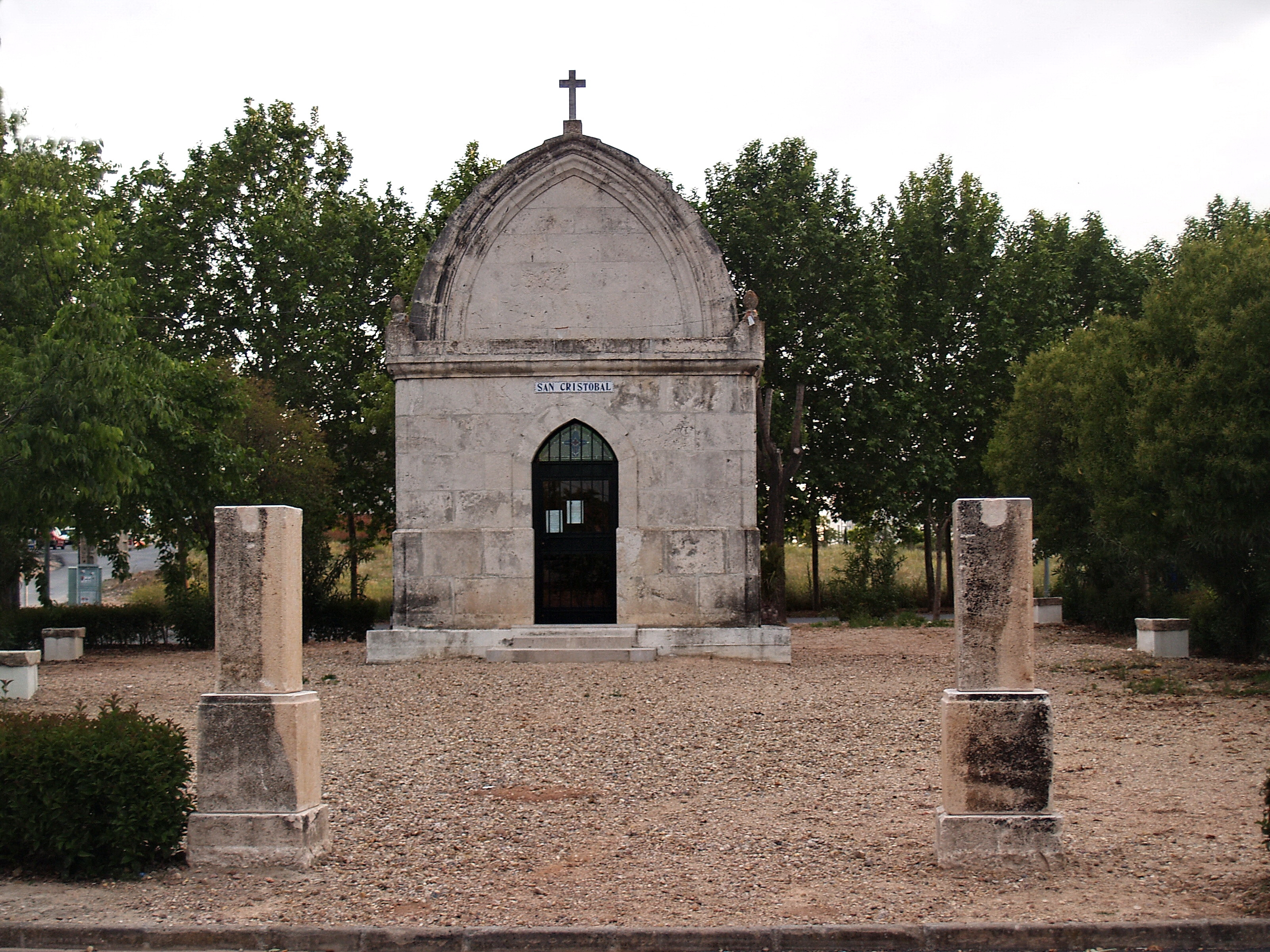
Christopheruskapelle
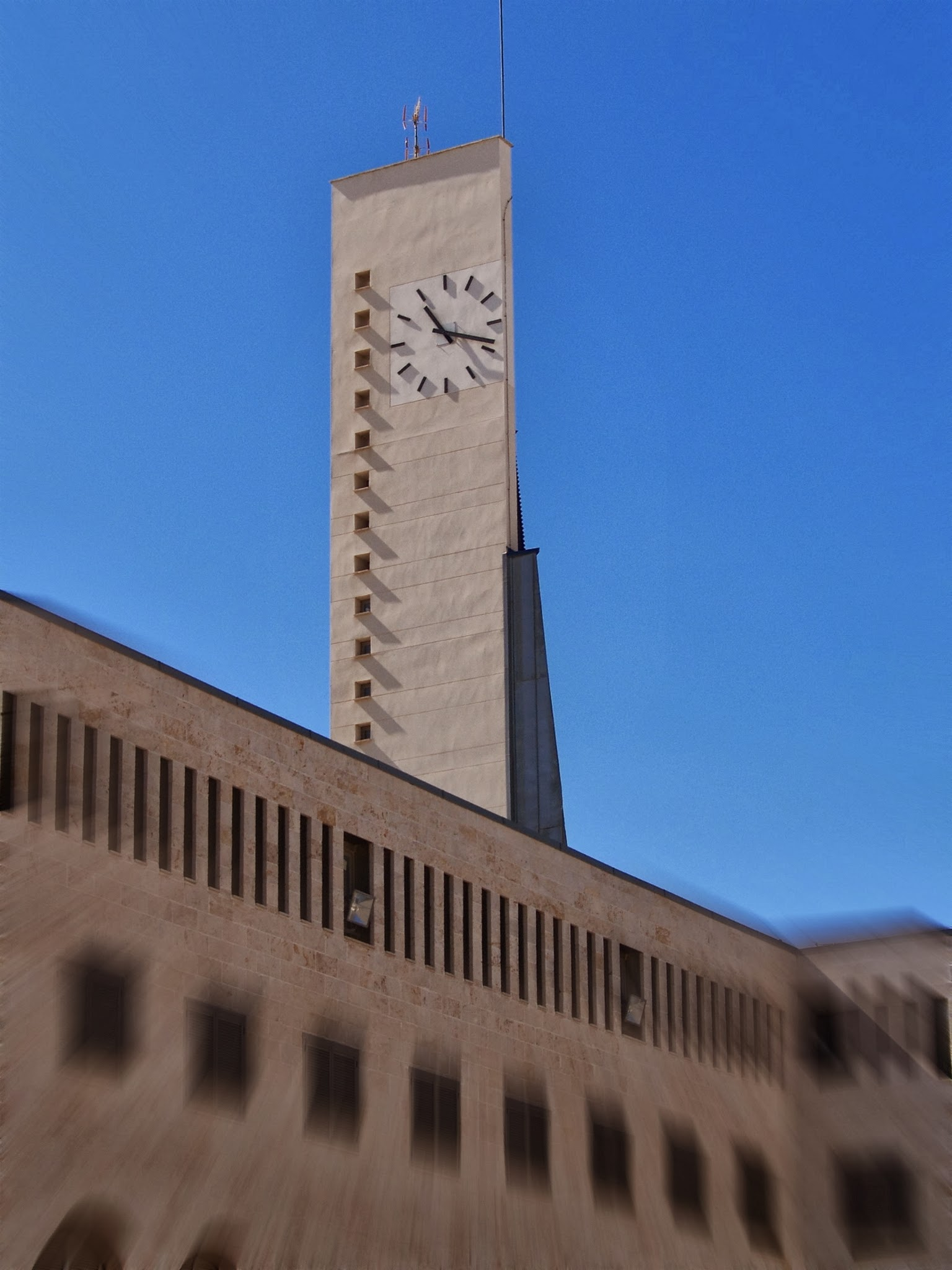
Rathaus